# Maulaj uld Muhammad al-Aghzaf
Maulaj uld Muhammad al-Aghzaf (arab. مولاي ولد محمد الأغظف, fr. Moulaye Ould Mohamed Laghdaf; ur. 12 grudnia 1957 w An-Namie), mauretański polityk, premier Mauretanii od 14 sierpnia 2008 do 20 sierpnia 2014.

## Życiorys
Maulaj uld Muhammad al-Aghzaf z wykształcenia jest inżynierem. W 1984 został absolwentem chemii w Maroku. W 1990 ukończył studia na Université Libre de Bruxelles w Belgii. Od 1989 do 1989 był ekspertem i stażystą w Departamencie Nauki, Badań Naukowych i Rozwoju Komisji Europejskiej. W latach 1991–1997 był ekspertem Centrum Rozwoju Przemysłu Państw ACP (Afryki, Karaibów i Pacyfiku) i Unii Europejskiej. Od 1997 do 2000 pełnił funkcję konsultanta, a następnie koordynatora (2000–2006) Projektu Zintegrowanego Rozwoju regionu Haud asz-Szarki, współfinansowanego z funduszy europejskich. Od 2006 Al-Aghzaf zajmował stanowisko ambasadora Mauretanii w Belgii oraz przy UE.
14 sierpnia 2008 został mianowany przez generała Muhammada uld Abd al-Aziza premierem Mauretanii. Nastąpiło to kilka dni po wojskowym zamachu stanu i odsunięciu od władzy prezydenta Abdallahiego oraz premiera Al-Waghafa. Wybór Al-Aghzafa, byłego ambasadora, miał poprawić wizerunek nowych władz i ich relacje z Unią Europejską, która potępiła przeprowadzenie zamachu stanu.
26 sierpnia 2008 główne partie polityczne w kraju, w tym Zgromadzenie Sił Demokratycznych (RFD), odmówiły wejścia do nowego rządu. Jako argument wymieniły brak sprecyzowania przez rzadzącą juntę wojskową zasad przeprowadzenia przyszłych wyborów i czasu sprawowania przez nią władzy.
1 września 2008 ogłoszony został skład gabinetu premiera al-Aghzafa, złożonego z 28 ministrów, uważanych w większości za mało znanych technokratów. 6 września 2008 al-Aghzaf wezwał członków parlamentu, partie polityczne oraz inne organizacje do „otwartej i konstruktywnej debaty”. Jej tematem miałoby być określenie kalendarza przyszłych wyborów i rozważenie wszelkich spraw z tym związanych, w tym propozycji zmiany konstytucji.
Na początku czerwca 2009, po osiągnięciu porozumienia z opozycją w sprawie przeprowadzenia wyborów prezydenckich, al-Aghzaf stanął na czele nowego rządu pojednania narodowego, składającego się z przedstawicieli głównych partii politycznych. Po zwycięstwie generała Abd al-Aziza w wyborach prezydenckich z 18 lipca 2009 i objęciu przez niego stanowiska szefa państwa na początku sierpnia, premier al-Aghzaf zwyczajowo podał swój gabinet do dymisji. 11 sierpnia prezydent Abd al-Aziz ponownie mianował go szefem rządu. W skład gabinetu weszło 27 ministrów, a szefem dyplomacji po raz pierwszy w historii Mauretanii została kobieta.